# Jacquinia obovata
Jacquinia obovata är en viveväxtart som beskrevs av Ignatz Urban. Jacquinia obovata ingår i släktet Jacquinia och familjen viveväxter. Inga underarter finns listade i Catalogue of Life.